# Podlanig, Koče - Muta
Podlanig je naselje občine Koče - Muta v okraju Šmohor na Koroškem v Avstriji.